# Diccionario crítico etimológico castellano e hispánico
|  | No s'ha de confondre amb Diccionario crítico etimológico de la lengua castellana. |

El Diccionario crítico etimológico castellano e hispánico (DECH o Corominas-Pascual) és l'actualització i reunió de les obres Diccionario crítico etimológico de la lengua castellana (DCEC, 1954) i Breve diccionario etimológico de la lengua castellana realitzada pel filòleg català Joan Coromines (1905-1997), en col·laboració amb José Antonio Pascual i publicada entre 1980 i 1991.

## Context[calcitació]
El Diccionari constitueix una de les més importants aportacions de tots els temps a l'estudi de la romanística, des de la perspectiva central de l'estudi de la llengua espanyola. Al llarg de més de sis mil pàgines, Joan Coromines estableix l'origen i la biografia del vocabulari castellà, antic i contemporani, i hispanoamericà, amb freqüents referències a la resta de les llengües peninsulars i llatines, d'aquí l'apel·latiu d'"hispànic" que el diferencia de la primera edició de la seva obra (Diccionario crítico etimológico de la lengua castellana - Diccionari crític etimològic de la llengua castellana, Madrid-Berna, 1954-1957)
En aquest darrer sentit s'ha d'interpretar l'adjectiu "hispànic", ja que l'estudi del castellà no es pot realitzar sense tenir en compte les relacions, préstecs i interferències amb les altres llengües. Així, les àrees gallegues i gallec-portugueses, lleoneses, asturianes, aragoneses, catalanes, i fins i tot les del perdut mossàrab són reportades i analitzades en funció de la seva influència sobre el castellà.
Es confereix a aquest diccionari un decidit caràcter comparatiu que ajuda també a "prestar grans serveis no només per tots els aspectes de la lingüística castellana, sinó a més, i molt assenyaladament, per a l'estudi de totes les llengües romàniques, i fins i tot per al de tot el tresor lèxic de la civilització occidental". Aquestes paraules de l'autor són reveladores de l'ingent treball i curiositat científica del diccionari.
Tant les àrees centrals del castellà, de distribució lèxica homogènia, com les àrees perifèriques, marginals, són estudiades amb igual profusió i riquesa informativa. Això explica que, contra l'habitual silenci d'altres monografies, l'estudi de l'autor faci especial referència a la llengua basca, indispensable si es té en compte la seva notable aportació al lèxic castellà. El basc i el castellà van viure en íntim contacte en el moment de la formació del segon, fet que acosta l'origen d'algunes paraules en ambdós idiomes, encara que siguin llengües tipològicament tan allunyades.
L'estudi de l'origen, evolució i història de gairebé totes les paraules recollides en el diccionari de la Reial Acadèmia Espanyola més un gran nombre d'americanismes confereix a aquest treball un caràcter globalitzador, ja que il·lustra exhaustivament sobre el lèxic de la llengua.

## Diacronia[calcitació]
A part d'etimològic, el diccionari és també diacrònic: Part d'una perspectiva metodològica segons la qual l'etimologia queda equiparada a l'estudi de la història de les paraules. El diccionari, en absència d'un diccionari històric del castellà, supleix aquesta mancança establint la cronologia de l'aparició de vocables en la història dels textos. J. C. utilitza des de diccionaris medievals fins contemporanis, des de les Etymologiae d'Isidor de Sevilla fins al Gran diccionari de la llengua castellana, d'Anicet de Pagès de Puig, passant, és clar, per l'Universal vocabulari en llatí i romanç d'Alonso de Palència, el Nebrija castellà-llatí, Covarrubias, Oudin, Pichardo, Borao i Cuervo. Diguem també que aquesta pertinent documentació històrica no és l'únic mètode de treball per establir aquesta cronologia lèxica. La referència documental és merament indicativa de la seva presència escrita i no determina en absolut la seva aparició o vigència en la llengua oral.
Per aquest motiu, l'autor refà, a partir de la seva sòlida formació en lingüística comparativa, i amb relació a dades fefaents d'altres llengües romàniques, la trajectòria de vocables absents en els repertoris documentals. Reconstrueix alternatives no registrades per escrit, exigides però per la resta de resultats romànics.

## Aspecte crític[calcitació]
Un aspecte essencial del treball del diccionari és el seu caràcter crític. L'autor no s'acontenta a presentar les seves informacions sinó que raona exhaustivament els seus criteris. En cada cas ofereix una detallada discussió de l'ètim proposat, mostrant amb gran riquesa de detalls per què accepta o refuta treballs anteriors d'altres estudiosos, no sense haver revisat atentament totes les controvèrsies que va aixecar el vocable analitzat.
Aquesta característica és intel·lectualment molt suggeridora i esperona al lector erudit a formar els seus propis punts de vista, a raonar amb l'autor sobre la solució més idònia. Els materials lèxics del diccionari estan agrupats d'una manera particular. Atès el caràcter evolutiu i familiar dels vocables, l'autor els ordena alfabèticament a partir de famílies lèxiques. L'estudi de les veus no el fa de manera aïllada, com en els diccionaris tradicionals, sinó tenint en compte el conjunt del ventall lèxic, remetent a formes que també han estat emparentades en el passat.
Així es permet, durant la recerca d'una paraula, recórrer els intricats camins de les relacions lèxiques i informar-se sobre molts aspectes inesperats, entre els quals destaca molt clarificador, el sociolingüístic. La relació entre els mots no sempre és directa, per evolució fonètica, derivació morfològica o derivació semàntica, i pot procedir d'una relació manllevada.
El diccionari recull, en conseqüència, els diferents estrats lèxics d'origen no romànic que s'han aclimatat en el castellà. L'autor ha estudiat especialment l'àmbit de les veus preromanes, diferenciant subtilment alguns elements que abans havien estat considerats de manera conjunta. Aquesta monumental monografia és un repertori de fets lingüístics molt eficaç i coherent, una classificació i descripció exhaustiva, un tresor d'erudició lingüística sense precedents.
Pel conjunt de la seva obra, tant castellana com catalana, va rebre el 1989 el Premi Nacional de les Lletres Espanyoles.